# 샐리 헤밍스
샐리 헤밍스(Sally Hemings, 1773년? ~ 1835년)는 미국 제3대 대통령 토머스 제퍼슨가의 노예이자 그의 정부였다.
제퍼슨의 아내 마사 웨일스 스켈턴 제퍼슨(Martha Wayles Skelton Jefferson)의 이복 여동생이자 집안 노예였다. 토머스 제퍼슨과의 사이에서 토머스 우드슨, 비벌리 헤밍스, 해리엇 헤밍스, 메디슨 헤밍스, 이스턴 헤밍스 등을 낳았다. 그녀의 아들 매디슨 헤밍스는 생전에 자신이 토머스 제퍼슨의 아들임을 주장하였고 이후 그의 후손들 역시 제퍼슨 가의 후손임을 주장하였다 오랫동안 논란이 일다가 1998년 제퍼슨의 방계 후손들과의 유전자 검사 결과 샐리 해밍스의 사생아들 중 일부는 제퍼슨의 자녀로 인정된 바 있다. 이에 의하면 아이들의 아버지는 제퍼슨이거나 제퍼슨의 가까운 친족으로 추정된다는 것이다.

## 생애
제퍼슨 가의 노예이자 그의 아내 마사 웨일즈 스켈턴의 이복여동생이었다. 마사의 친정아버지 존 웨일스와 흑인 노예 사이의 혼혈아였던 것이다. 존 웨일스는 1773년 사망하였고 웨일스의 첩이자 노예였던 베티 헤밍스는 다른 남성들에게서 존 헤밍스, 루시 등 다른 자녀들을 더 두었다.
그 뒤 샐리는 마사 웨일즈 스켈턴 제퍼슨(Martha Wayles Skelton Jefferson)의 시녀가 되어 제퍼슨가로 오게 되었는데, 결혼 10년 만에 아내 마사 웨일즈 스켈턴 제퍼슨을 잃은 토머스 제퍼슨은 그녀를 가까이 하였다
 헤밍스는 그 뒤 토머스 제퍼슨과의 사이에서 토머스 우드슨, 비벌리 헤밍스, 해리엇 헤밍스, 메디슨 헤밍스, 이스턴 헤밍스 등을 낳았다. 그러나 7명 이상의 자녀를 두었다는 설도 있다. 제퍼슨의 정부이자 첩이 되었을 때 그녀의 나이는 14세로 제퍼슨보다 30살 연하였다.
1802년부터 그의 자녀들이 토머스 제퍼슨의 사생아들이라는 의혹이 제기되었다. 논란은 오랫동안 지속되다가 1998년부터 헤밍스의 후손들과 제퍼슨의 직계후손이 없는 대신 그의 삼촌 필드 제퍼슨의 남계후손들과 유전자검사를 실시했다. 첫 유전자 검사에서 임상 병리학자인 유진 포스터 박사는 톰 우드슨의 셋째 아들의 후손으로 현재 오하이오주 데이턴에 살고 있는 토머스 우드슨 목사의 유전자를 감식한 결과 제퍼슨 가문에서 발견되는 특이한 Y염색체가 발견되지 않았다고 발표하였다. 포스터 교수는 이전에 샐리 헤밍스의 막내아들 이스턴 헤밍스의 후손에 대한 DNA 조사에서 혈연 관계가 입증되지 않았다고 발표, 샐리 헤밍스의 자식 중 한 명 또는 전부가 제퍼슨의 후손이라던 토머스 제퍼슨 기념재단과 우드슨 후손들의 주장을 반박했다. 그러나 1998년 토머스의 삼촌인 필드 제퍼슨의 직계후손 5명과 샐리 헤밍스의 막내아들 이스턴 헤밍스(Eston Hemings)의 자손 1명을 대상으로 이들로부터 얻은 Y 염색체의 유전정보를 비교하였다. 유전자 검사 결과, 이스턴 헤밍스는 사후 제퍼슨의 아들로 판명되었다., 2007년 11월 학술잡지 '네이처'(Nature)에 발표되었다.

## 외모
샐리의 초상화는 전혀 남아있지 않다. 그녀의 외모에 대해서는 동시대인들의 언급만으로 알 수 있다. 전 몬티첼로 노예였던 아이작 제퍼슨 (Isaac Jefferson)은 샐리가 거의 백인에 가까운 피부에 긴 생머리의 미녀였다고 증언했고, 전기작가 헨리 S. 랜달은 토머스 제퍼슨 랜돌프(토머스 제퍼슨의 장손)가 자신에게 샐리와 그녀의 이부(異父) 언니 벳시(베티 브라운으로 알려져있다)가 옅은 색의 피부에 확실히 미인이었다고 말한 것을 기록했다.

## 가계
토머스 제퍼슨과의 자녀수는 7명이라는 설도 있었다. 샐리 헤밍스의 아들인 매디슨 헤밍스는 후일 자신의 아버지가 제퍼슨이라고 밝혔으나 증명을 할 수 없었다. 그러나 매디슨 헤밍스의 후손들이 최근에 또 주장하자 1998년 이 소문의 진위를 가리기 위해 유전자 검사를 실시했다. 그 결과 헤밍스의 후손들이 제퍼슨의 유전자를 지닌 것이 밝혀져 이견의 여지가 있음에도 대부분 사실로 인정되고 있다.
- 부친 : 존 웨일스 (John Wayles, 1715년 1월 31일 - 1773년 5월 28일)
- 모친 : 엘리자베스 "베티" 헤밍스 (Elizabeth "Betty" Hemings, 1735년? - 1807년)
- 자녀 (7명)

- 토머스 제퍼슨 (Thomas Jefferson, 1743년 4월 13일 - 1826년 7월 4일)

- 토머스 헤밍스 (Thomas Hemings, 1790년?) : 매디슨 헤밍스의 회고록에 따르면, 샐리가 파리에서 버지니아로 돌아와서 낳은 아이는 얼마 안 가 죽었다고 한다. 하지만 토머스 C. 우드슨 (Thomas C. Woodson, 1790년 - 1879년)의 후손들의 구전에 따르면, 토머스 우드슨이 바로 샐리의 첫 아들이라고 한다. 1802년에 "거무스름한 피부의 샐리 (Dusky Sally)"에 대해 보도한 기자 제임스 T. 캘린더는 기사에서 대통령의 용모를 닮은 12살의 '톰(Tom)'이라는 소년을 언급한 적이 있다) 하지만 1998년 DNA 검사로, 토머스 우드슨의 남자 후손과 제퍼슨 가 남계와의 유전자가 일치하지 않는다는 결과가 나왔다.
- 해리엇 헤밍스 (Harriet Hemings, 1795년 10월 5일 - 1797년 12월) : 태어난지 2년 만에 사망했다.
- 비벌리 헤밍스 (Beverly Hemings, 1798년 4월 1일 - 1873년+) : 제퍼슨의 암묵적인 동의 하에 몬티첼로에서 도주했다. 그 이후로는 메릴랜드에서 백인 여성과 결혼하여 딸 하나를 낳았다. 후손은 알려지지 않았다.
- 테니아? 헤밍스 (Thenia? Hemings, 1799년 12월 7일?) : 이름은 아마 테니아 (샐리 헤밍스의 언니인 테니아 헤밍스의 이름)인 것으로 보인다.
- 해리엇 헤밍스 (Harriet Hemings, 1801년 5월 - 1863년+) : 제퍼슨의 암묵적인 동의 하에 몬티첼로에서 도주했다. 그 이후로는 워싱턴 시티의 명망있는 백인 남성과 결혼하여 여러 명의 자식들을 낳았다. 후손은 알려지지 않았다.
- 매디슨 헤밍스 (Madison Hemings, 1805년 1월 19일 - 1877년 11월 28일) : 제퍼슨의 유언으로 해방되었다. 1873년, 오하이오의 한 신문에 자신과 남매들이 모두 제퍼슨의 자녀들이라고 주장한 회고록을 실었다.
- 이스턴 헤밍스 (Eston Hemings, 1808년 5월 21일 - 1856년 1월 3일) : 제퍼슨의 유언으로 해방되었다. 1998년, DNA 검사를 통해 이스턴의 후손들이 제퍼슨 가의 유전자를 지니고 있음이 밝혀졌다.

## 문화에 나온 샐리 헤밍스
- 1995년 탠디 뉴턴 - 영화 《대통령의 연인들》
- 1979년 - 소설 《샐리 헤밍스 Sally Hemings: A Novel》 (바버라 체이스리보드Barbara Chase-Riboud 著)
- 1994년 - 소설 《대통령의 딸 The President's Daughter》 (바버라 체이스리보드Barbara Chase-Riboud 著) : 샐리 헤밍스의 딸인 해리엇 헤밍스의 삶을 다룬 소설
- 2000년 카먼 이조고 - 영화 《아메리칸 스캔들》

## 같이 보기
- 토머스 제퍼슨